# Cristina Pardo Schlesinger
Cristina Pardo Schlesinger (Bogotá, 1958) es una abogada colombiana , egresada de la Universidad del Rosario (Colegio del Rosario). Fue magistrada de la corte constitucional entre 2017 y 2025. Igualmente fue magistrada auxiliar desde 1996 hasta 2001 en la magistratura de Vladimiro Naranjo. Desde el 2025 es Decana de la Facultad de Jurisprudencia de la Universidad del Rosario.

## Biografía
Es abogada de la Universidad del Rosario. Pardo Schlesinger fue magistrada auxiliar de la Corte Constitucional entre 1996 y 2010, en los despachos de Vladimiro Naranjo Mesa, Marco Gerardo Monroy Cabra y Jorge Ignacio Pretelt Chaljub. Estos tres magistrados tienen en común su extracción conservadora y el que generalmente formaban parte del bloque más conservador dentro de la Corte. 
En 2000, Pardo fue designada temporalmente como magistrada de la Corte Constitucional por la sala plena de ese Tribunal. Ocupó ese puesto durante dos meses, mientras se nombraba a un nuevo magistrado en propiedad. Precisamente, el entonces presidente Andrés Pastrana Arango la ternó, junto con Manuel José Cepeda Espinosa y Álvaro Tirado Mejía, para reemplazar a Eduardo Cifuentes como magistrado de la Corte Constitucional. Aunque Parecía que Pardo tenía buenas opciones y que Cepeda estaba en mala posición porque había apoyado un referendo que buscaba revocar al Congreso, finalmente el Senado lo eligió en una cerrada votación con Tirado. Pardo quedó tercera. Y en 2007, Pardo formó parte de una terna de línea conservadora enviada por el expresidente Álvaro Uribe al Congreso para la Corte Constitucional. Sus compañeros de terna fueron su amiga, la actual procuradora delegada para la adolescencia, la familia y la infancia, Ilva Myriam Hoyos y el actual magistrado Mauricio González Cuervo. Pardo y Hoyos renunciaron a la terna porque consideraron que era una 'terna de uno'. 
Ha sido directora del área de derecho constitucional y directora de la especialización en derecho constitucional de la Facultad de Jurisprudencia de la Universidad del Rosario, donde también ha sido docente. Igualmente fue profesora de la facultad de Derecho de la Universidad de la Sabana, donde trabajó cerca de Ilva Myriam Hoyos.
Como abogada se ha especializado en asuntos comerciales, laborales, civiles y de familia. Es conocida por ser una jurista de muy alto nivel y de ideas conservadoras y católicas. 
En 2010, Juan Manuel Santos la nombró Secretaria Jurídica de la Presidencia. Dentro de las responsabilidades del cargo está hacer un examen previo y conceptuar sobre los proyectos de ley y leyes que sean para sanción presidencial. Además, es uno de los funcionarios claves en las relaciones entre el gobierno nacional y las altas cortes. 
En 2014 se candidateó ante la Corte Suprema para ser ternada de nuevo a la Corte, y no fue elegida. Renunció en febrero de 2017 para aspirar a ser magistrada de la Corte Constitucional ternada por Juan Manuel Santos, y el presidente la incluyó en la terna para reempalzar a Jorge Pretelt junto con las académicas Natalia Ángel e Isabel Cristina Jaramillo.